# مايج بيلامي
بايج بيلامي (بالإنجليزية: Madge Bellamy)‏ (30 يونيو 1899 - 24 يناير 1990) ممثلة مسرحية وسينمائية أمريكية اشتهرت بين عامي 1920 و 1930 و تراجعت مسيرتها بعد ادخال الصوت في الأفلام اعتزلت التمثيل في عام 1945 .

## روابط خارجية
- مايج بيلامي على موقع IMDb (الإنجليزية)
- مايج بيلامي على موقع ألو سيني (الفرنسية)
- مايج بيلامي على موقع أول موفي (الإنجليزية)
- مايج بيلامي على موقع قاعدة بيانات برودواي على الإنترنت (الإنجليزية)
- مايج بيلامي على موقع قاعدة بيانات الأفلام السويدية (السويدية)
- مايج بيلامي على موقع قاعدة بيانات الفيلم (الإنجليزية)
- مايج بيلامي على موقع كينوبويسك (الروسية)
- Literature on Madge Bellamy